# Monhystera longicaudata
Monhystera longicaudata är en rundmaskart som beskrevs av Bastian 1865. Monhystera longicaudata ingår i släktet Monhystera och familjen Monhysteridae. Inga underarter finns listade i Catalogue of Life.